# Холмовское (озеро, Приморский район)
Холмовское — пресноводное озеро на юге Приморского района Архангельской области. Озеро находится в Катунинском сельском поселении, к югу от Архангельска и в 8 км к юго-западу от Новодвинска.

## Описание
Площадь озера — 5 км², площадь водосбора — 26 км². На западе соединяется с озером Лахта, из которого вытекает река Лесная (приток Ширши). Оба озера в совокупности представляют собой единый водоём, разделённый на две части полуостровом. Уровень воды в озёрах регулируется плотиной в истоке реки Лесной в посёлке Катунино.
На разделяющем озёра полуострове расположена деревня Холм. К северу от озера находится сухопутный аэродром Лахта. По юго-западному берегу озера проходит граница Беломорского заказника.

## Гидроаэродром
В 1938 году на озере приводнился самолёт МП-1 (МБР-2) с женским экипажем (Полина Осипенко, Вера Ломако и Марина Раскова), выполнивший беспосадочный перелёт по маршруту: Севастополь — Архангельск. После этого озеро стало периодически использоваться в качестве оперативного гидроаэродрома, в том числе во время Великой Отечественной войны — для перегона в СССР гидросамолётов по ленд-лизу.

### Карты
- Холмовское на карте Wikimapia. old.wikimapia.org. Дата обращения: 18 января 2019.